# Mousa Dembélé
Mousa Sidi Yaya Dembélé, född 16 juli 1987 i Wilrijk, är en belgisk före detta fotbollsspelare (mittfältare). Han har en malisk far och en belgisk mor.

## Karriär
Den 17 januari 2019 värvades Dembélé av kinesiska Guangzhou R&F.

## Meriter
- Eredivisie: 2008/2009
- Johan Cruijff Schaal: 2009